# Lac Disna

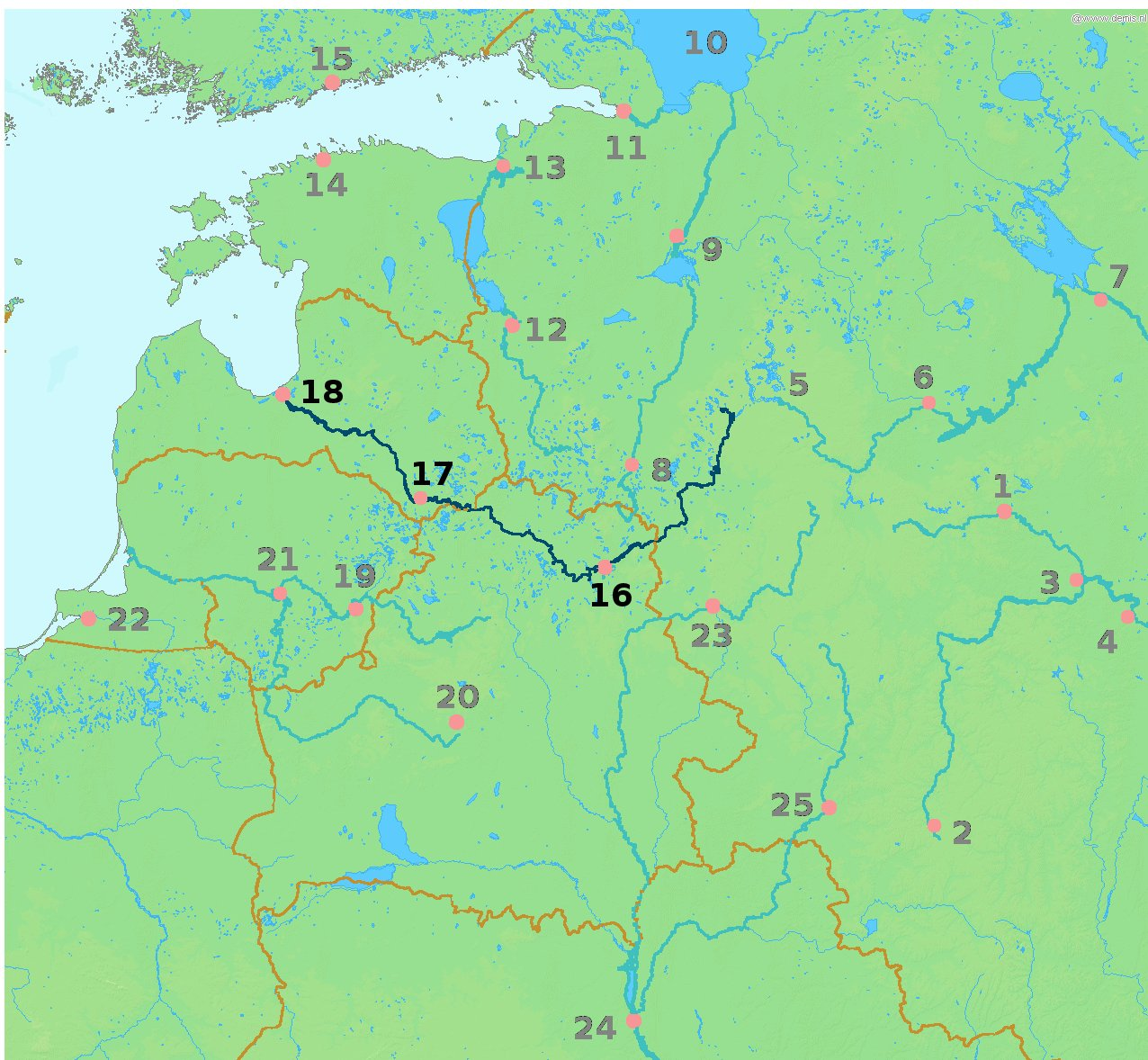
Carte montrant le cours de la Daugava, qui traverse Vitebsk (16), Daugavpils (17) et Riga (18).

Le lac Disna est le nom donné à un grand lac proglaciaire qui se formait notamment à la fin de la dernière période glaciaire dans la partie supérieure du bassin de la Daugava, principalement dans le nord de l'actuelle Biélorussie, lorsque les eaux de fonte de la calotte fennoscandienne étaient coincées entre les glaces et le relief.

## Description
Normalement, les eaux de la Daugava s'écoulent vers la mer Baltique. Cependant, lorsqu'elles sont barrées par les calottes glaciaires, elles s'accumulent jusqu'à pouvoir passer dans le bassin versant du Dniepr, en suivant initialement la vallée de la Bérézina, pour rejoindre finalement la mer Noire. C'est dans cette mer que les traces des derniers débordements ont été retrouvées sous la forme de quatre couches de sédiments rouges, alors que le reste de la colonne sédimentaire est gris bleuté. Leur analyse a révélé que le lac Disna a fourni des apports très importants d'eau de fonte à la mer Noire au cours de quatre épisodes d'environ 200 ans il y a environ 17 000 à 15 500 ans. Cela correspond à l'époque du Dryas ancien. De grandes quantités de ces sédiments rouges se retrouvent aussi le long de la Bérézina,.

## Physionomie actuelle
De nos jours, le lac Disna est un lac peu profond d'origine morainique de 24 km2 situé dans le nord-est de la Biélorussie, près de la petite ville de Dzisna.